# Sensibilité des plantes

Si l'on touche, même très légèrement, la feuille de Sensitive, la réaction thigmonastique se produit aussitôt : abaissement du pétiole principal et, par propagation rapide du stimulus, rapprochement et affaissement des pétiolules entraînant le relèvement des folioles. Il pourrait s'agir d'un camouflage destiné à tromper les herbivores.

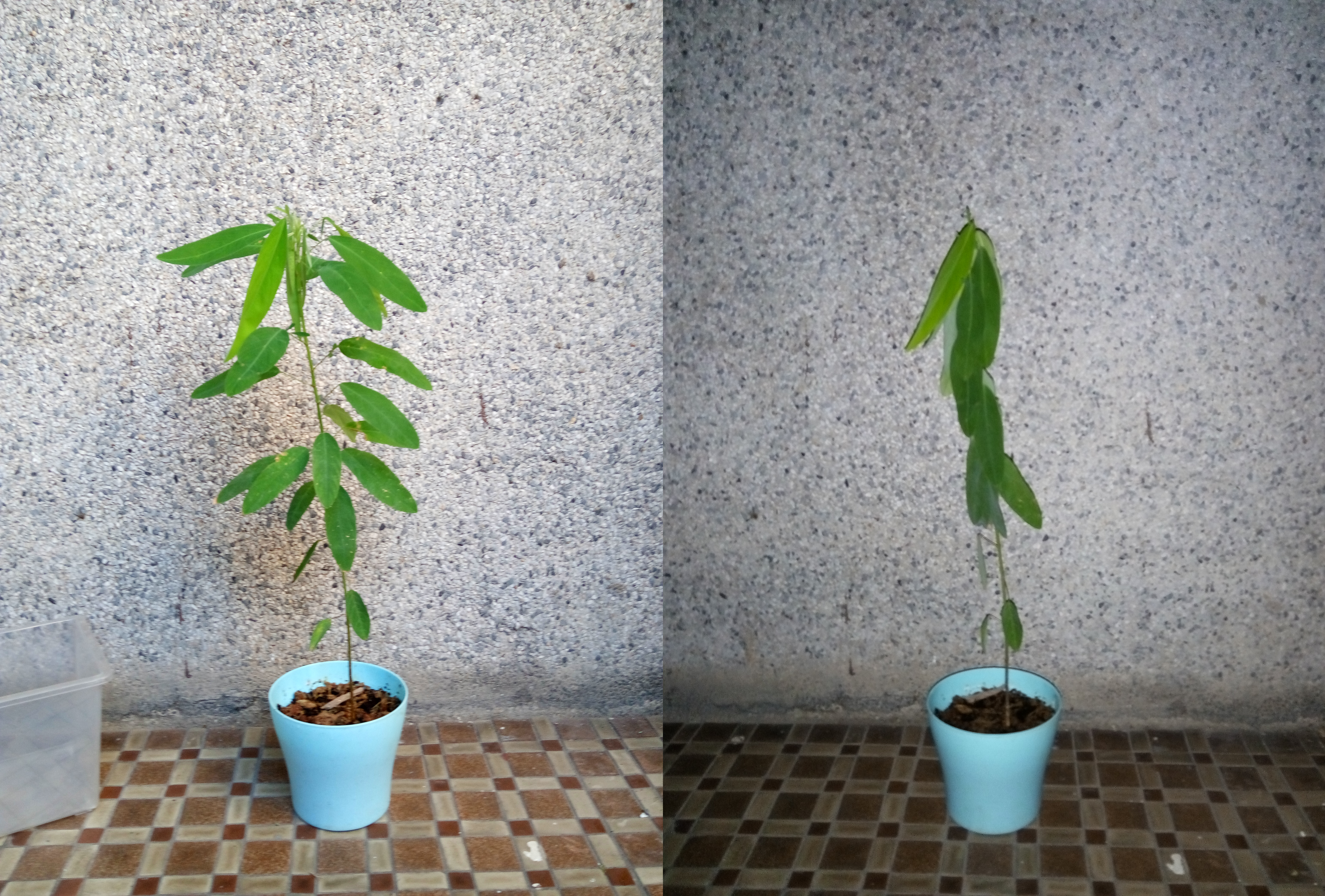
Codariocalyx motorius est sensible aux sons de la musique : bougeant d'abord peu et lentement, elle est animée d'un mouvement végétal rapide si on l'entraîne.

La réflexion scientifique sur la sensibilité des plantes a longtemps été occultée mais les études pionnières au XVIIe siècle et surtout les recherches faites à partir des années 1970 ont montré que les végétaux développent, chacun à leur manière, des sensibilités au cours de leur vie.
Cette sensibilité diffère de celle des animaux mais leur permet de percevoir leurs proches et certaines modifications de leur environnement, de percevoir les stress et agressions (préalable nécessaire à l'élaboration de réponses appropriées).
La perception des plants et leurs réactions passent par des médiations biochimiques et électriques, probablement issues de millions ou milliards d’années de sélection naturelle et transmises d’une génération à l’autre par les gènes.

## Historique

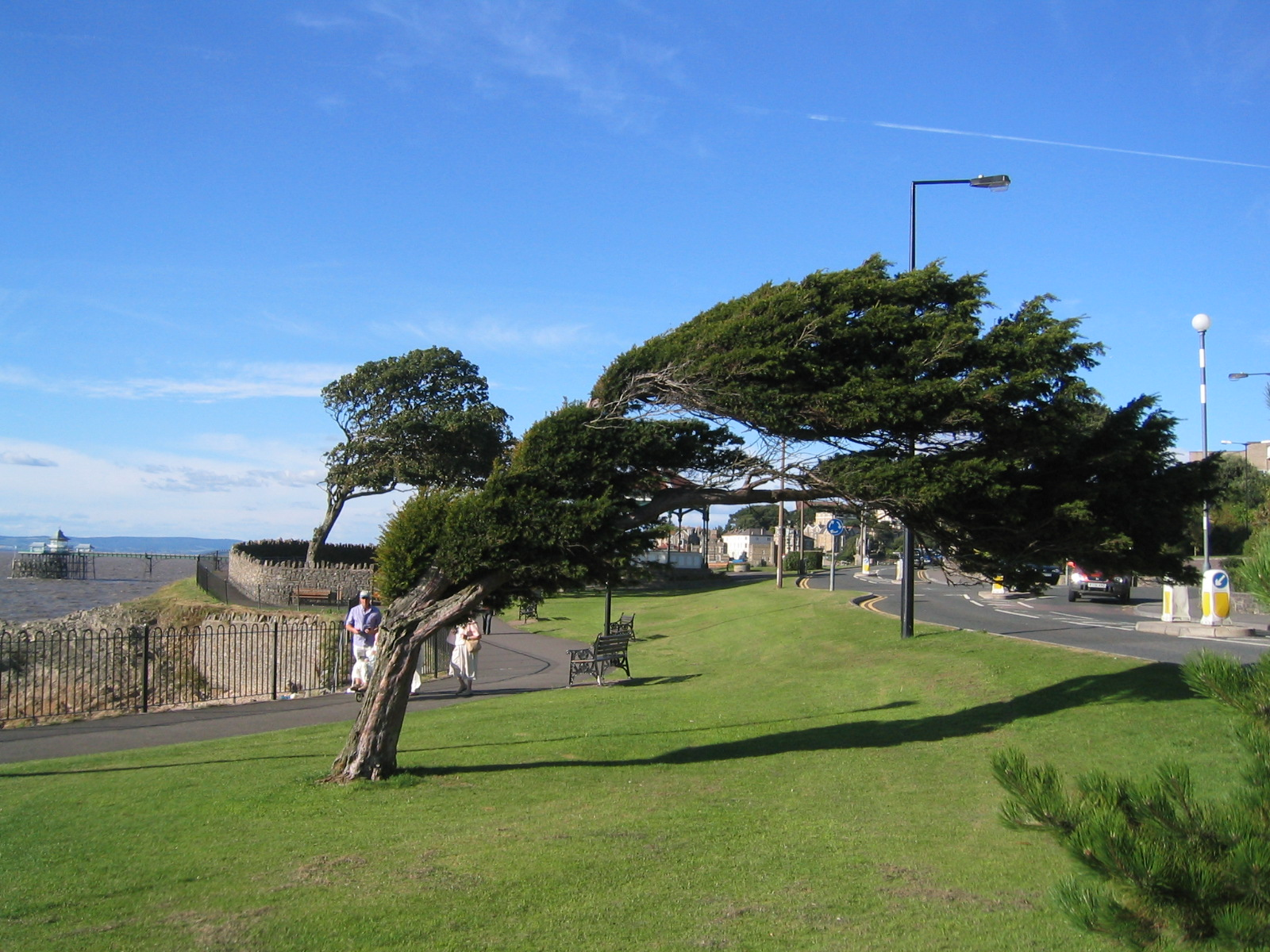
Les anémomorphes végétaux sont fréquents en région venteuse : ici un if du front de mer avec un port en « drapeau » sous l'effet du vent.

L’apparition de la vie sur Terre date d’environ 3,8 milliards d’années. Dans cette soupe primitive aux températures et pressions élevées, se sont élaborées les premières molécules complexes à l’origine des formes de vie sur Terre. Les premières bactéries obtenaient leur énergie de la fermentation du glucose. Le glucose commençant à se raréfier certaines bactéries ont développé la photosynthèse qui permet de tirer l’énergie de la lumière du soleil. La suite de l’évolution s’est réalisée par symbiose. Des cellules se sont associées, voire fusionnées, et en ont tiré des bénéfices réciproques. Les bactéries photosynthétiques ont fusionné avec des bactéries ayant acquis la respiration. La respiration utilise de façon optimale l’énergie tirée du soleil pour des transformations chimiques ou physico-chimiques. La fusion de ces bactéries a donné naissance à une cellule à noyau très performante sur le plan énergétique. C’est à partir de ces cellules à noyau que se sont développées les grandes lignées végétales et animales.
Pour entamer leur sortie de l’eau les organismes végétaux ont progressivement perdu leur mobilité et développé un système racinaire de plus en plus performant. Cet ancrage au sol a pour corollaire la nécessité de s’adapter aux conditions de vie locales. Les plantes sont capables de s’adapter en continu à des variations importantes de l’environnement comme la lumière, la température, l’eau et les éléments nutritifs. Elles mettent également en place une grande variété de réactions de défense ou d’attractivité dans leurs relations avec d’autres organismes vivants.
Pour s’adapter aux conditions d’éclairement la plante peut modifier l’orientation et la surface de ses feuilles, accélérer sa croissance pour se rapprocher de la lumière, augmenter ses capacités photosynthétiques. Pour s’adapter aux modifications de disponibilité en eau, la plante module le volume de son système racinaire, augmente ou diminue la surface de ses feuilles et contrôle l’ouverture ou la fermeture de ses stomates. Pour se défendre contre des agresseurs elle épaissit sa cuticule et ses parois cellulaires de façon à la rendre impénétrable et même empêcher un agresseur microscopique de pénétrer dans la cellule. Pour entraver l’expansion d’un agresseur elle peut provoquer la mort des cellules se trouvant aux alentours du point de pénétration, une sorte de politique de la terre brûlée. Pour se défendre d’agents pathogènes elle dispose d’un ensemble complexe de procédures.
Cette vision des plantes sensibles est très controversée au sein de la communauté des biologistes spécialistes du monde végétal. Ainsi, en 2008, 36 biologistes signent un manifeste dans lequel ils dénoncent l'utilisation de métaphores et d'expressions anthropomorphisantes sous couvert de vulgarisation scientifique. Ils récusent notamment l'emploi de l'expression « neurobiologie végétale » qui sous-entendrait une intelligence des plantes.

## Les supports
« Le propre de la plante est son « extériorisme », au sens où elle est fondamentalement tournée vers l'extérieur, jusque dans ses formes, où la surface prédomine sur le volume ». Les végétaux sont capables de produire et d'émettre des signaux chimiques et électriques sur toutes les cellules de leur corps.
Les plantes perçoivent des stimulus par des capteurs. Elles transmettent les informations de cellule à cellule grâce à des molécules informatives et déclenchent des réactions par des processus chimiques. Elles peuvent faire appel à leur mémoire et inversement elles peuvent mémoriser la réponse qu’elles ont élaborée à un stimulus.

### Les capteurs

Guêpe prise au piège d'une Dionée attrape-mouche.

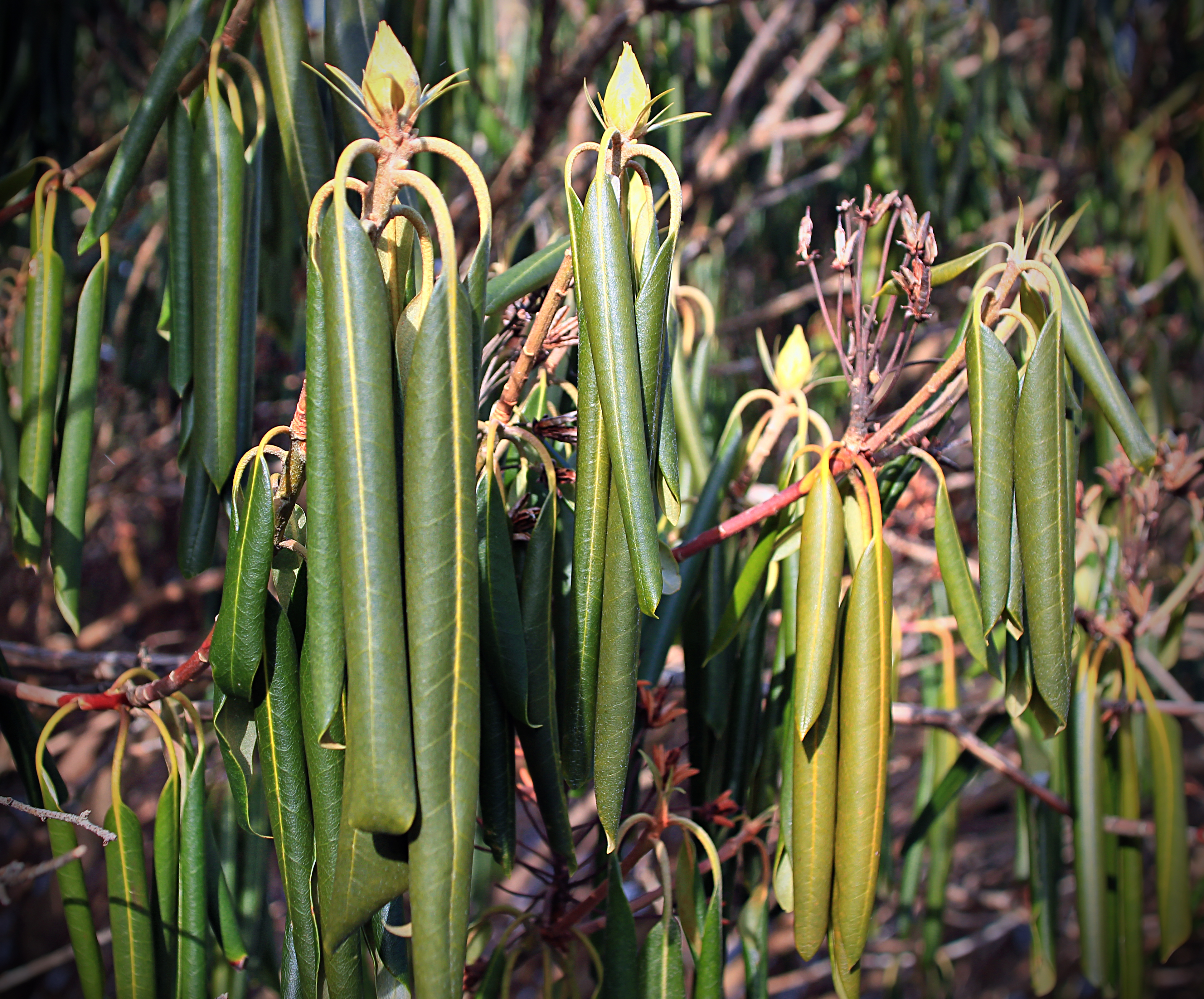
En réponse à des températures froides, ce Rhododendron (sorte de « thermomètre naturel ») montre des mouvements thermonastiques au niveau de ses feuilles qui s'enroulent. Ce moyen de lutte contre un tel stress abiotique évite à la plante de voir l'intégrité de ses canaux membranaires rompue et la déstructuration de ses protéines membranaires (photosystème, chaîne respiratoire et autres systèmes métaboliques).

Plus de 700 capteurs sensoriels ont été caractérisés chez les végétaux : capteurs mécaniques, thermiques, chimiques, photosensibles et gravitationnels. Les capteurs gravitationnels sont ultra sensibles. Ils transmettent l’information de cellule en cellule afin de modifier la croissance pour retrouver au plus vite le bon équilibre.
Des capteurs mécaniques perçoivent chez les plantes carnivores le contact et induisent la contraction de certaines cellules pour enfermer la proie. Des mécano-récepteurs détectent également les stimuli mécaniques provoqués par la présence soudaine d'insectes défoliateurs sur les feuilles (rôle de défense des plantes contre les herbivores) ou de pollinisateurs sur les fleurs. La thigmomorphogenèse regroupe l'ensemble des réponses de croissance d'une plante à la suite d'une stimulation mécanique transitoire (vent, courant d'une rivière, piétinement, arrachement...) détectée par ces capteurs mécaniques.
Les capteurs photosensibles induisent l’intervention des gènes impliqués dans la croissance. Celle-ci se modifie pour éviter l’ombre et aller chercher la lumière. Ces capteurs comptabilisent également les durées relatives de jour et de nuit de façon à réguler les étapes de la floraison. Les capteurs thermiques perçoivent les variations de température. Celles-ci ont une incidence sur la photosynthèse, la respiration, l’évapotranspiration et l’absorption d’eau et de sels minéraux. Certaines plantes perçoivent les odeurs, voire les bruits.

### L’information
Tout stimulus provoque une élévation transitoire de la teneur en calcium dans la cellule ainsi que des modifications de protéines. Ces modifications sont spécifiques au stimulus. L’information est transmise par des macromolécules. Une macromolécule est une molécule de grande taille composée d’un enchaînement de petites unités moléculaires. L’ordre dans lequel sont disposées ces petites unités est un code qui donne une signification à la macromolécule. C’est un peu analogue à la façon dont l’ordre d’enchaînement des 26 lettres de l’alphabet constitue un mot dans une phrase et donne une signification à cette dernière. L’information déclenche la réaction après avoir activé les gènes impliqués. L’information qui déclenche les réactions de défense a pour source soit l’agent pathogène soit la cellule de la plante qui a subi un début d’attaque.

### La communication
L’adaptation des végétaux à leur environnement nécessite l’échange d’informations entre la plante et les organismes extérieurs, qu’ils soient de la même espèce ou d’espèces différentes. Tous les organismes vivants synthétisent des molécules de communication. Celles que fabriquent les plantes sont d’une immense variété grâce à leur adaptation évolutive. Ces échanges servent à la défense des plantes contre les herbivores ou à établir des relations symbiotiques à bénéfices réciproques. La communication passe par des signaux chimiques. Ceux-ci sont perceptibles à des distances pouvant aller jusqu’à plusieurs kilomètres[réf. souhaitée]. Les molécules chimiques sont spécifiques à l’organisme émetteur. Les organismes qui les perçoivent peuvent modifier leur comportement. Leur synthèse est déclenchée par un stimulus qui peut être physique (agression, blessure…) ou chimique (l’approche d’un ami ou d’un ennemi potentiel détecté par les messages chimiques). Les plantes perçoivent la lumière réfléchie par des plantes voisines grâce à des capteurs (pigments photosensibles) qui détectent la modification de la composition spectrale et adaptent leur croissance pour « échapper » à la concurrence avant même d'être à l'ombre.
Certaines molécules sont volatiles, facilement diffusibles dans l’air. Ainsi l’éthylène est capable de transmettre des messages d’alerte pour signaler la présence d’un danger (herbivore ou insecte phytophage). Ce composé allélochimique se transmet très rapidement de plante à plante où il induit l’expression de gènes de défense et la synthèse de molécules de défense qui repousse l’agresseur ou le tue. Attaqués par des chenilles, des saules, des peupliers ou des érables à sucre envoient à leurs congénères sains un message phéromonal qui signale l'attaque des ravageurs. Les arbres à proximité de ceux touchés par l'attaque peuvent ainsi sécréter à temps, dans leurs feuilles, des substances chimiques phénoliques et tanniques qui les rendent désagréables pour les insectes. Attaqués par l’acarien ravageur Tetranychus urticae, les plants de haricots et de concombres émettent des molécules volatiles qui attirent un acarien prédateur Phytoseiulus persimilis, lequel extermine alors la population de Tetranychus. Lorsque les feuilles du tabac sauvage (en) se font croquer par la chenille du Sphinx du tabac, elles émettent des substances volatiles spécifiques à l'odeur de gazon fraîchement coupé. L'acide jasmonique et le méthyljasmonate sont des phytohormones impliquées dans l'induction des réactions de défense chez de nombreuses plantes (maïs, tomate).
D’autres molécules sont solubles dans l’eau. Elles sont émises par les racines des plantes et entraînent la destruction de graines de plantes parasites se trouvant dans le sol ou au contraire attirent d’autres organismes. Les plantes à fleurs sélectionnent les pigments auxquels sont sensibles leurs pollinisateurs afin de les attirer. L’attractivité d’une espèce végétale pour un pollinisateur repose aussi sur l’émission de molécules odorantes.
La communication peut également être sonore. Des chercheurs en 2011 ont montré qu'une vigne baptisée Marcgravia evenia (en) a adapté la forme de ses feuilles pour qu'elles renvoient les ultrasons dont se servent les Glossophages de Pallas pour naviguer. Un système qui permettrait de localiser plus facilement la fleur et son nectar dont se nourrit cette chauve-souris pollinisatrice et nectarivore. Une étude en 2019 montre que les pétales de la primevère nocturne ont une forme d'antenne parabolique qui permet de mieux percevoir les vibrations des abeilles pollinisatrices et des papillons de la famille des sphingidés. Ces pétales vibrent quand les ondes sonores à la fréquence produite par les ailes de pollinisateurs s’approchent, et la fleur libère en quelques minutes un nectar plus concentré.
Cette faculté de communiquer est connue, dans la culture populaire et chez les chercheurs avides de métaphores anthropomorphiques, à travers la notion d'« arbres parlants » ou de « plantes parlantes ».

## Les symbioses

### Historique
Lorsque les organismes unicellulaires se sont assemblés et ont commencé à se différencier les individus situés loin de la surface ne pouvaient plus prélever leur nourriture dans le milieu. Les individus situés en surface les ont aidés à se nourrir en établissant des relations de mutualisme entre cellules. Les échanges symbiotiques entre individus se font par contact ou par fusion. Des cellules ont fusionné dès les sorties de l’eau pour réussir leur adaptation terrestre. Les bactéries qui avaient acquis la photosynthèse ont fusionné avec celles expertes dans l’utilisation de l’énergie. L’acquisition de la respiration a optimisé l’utilisation de l’énergie pour le développement des cellules. De nouvelles espèces ont pu être créées dont sont issues les lignées végétales et animales. Le mutualisme a été un facteur clé dans l’évolution du monde vivant.

### Végétaux-bactéries
C’est par contact que s’est établie la symbiose entre les végétaux producteurs d’énergie grâce à la photosynthèse et les bactéries capables d’assimiler l’azote minéral. L’azote est le troisième élément, après l’eau et la lumière, qui limite la croissance des plantes. La plante n’assimile pas l’azote minéral. Les bactéries qui assimilent l’azote fournissent en symbiose à la plante l’azote organique directement assimilable. Elles reçoivent en retour de la plante l’énergie dont elles ont besoin sous forme de sucres.
Certaines bactéries qui se développent sur les racines améliorent la croissance des plantes en produisant des hormones végétales. Elles peuvent aussi empêcher le développement d’agents pathogènes ou favoriser la résistance de la plante en induisant ses mécanismes de défense.

### Végétaux-champignons
Presque toutes les espèces végétales ont des associations entre leurs racines et des champignons. Ces associations ont vraisemblablement aidé il y a 400 à 450 millions d’années les premières plantes terrestres à coloniser rapidement les terres émergées en leur facilitant l’absorption de l’eau et des éléments minéraux. Les champignons fournissent à la plante vitamines, antibiotiques et hormones ainsi que du phosphore organique et minéral. Ils reçoivent en échange les sucres issus de la photosynthèse. Les filaments des champignons augmentent la surface de prélèvement de la racine et lui permet un accès élargi aux ressources du sol.
Les lichens poussent dans les milieux difficiles. Ils résultent de l’association symbiotique entre un champignon et une algue. Les algues trouvent un abri dans le mycélium du champignon. Elles lui fournissent, en échange, les sucres qui lui sont nécessaires. Parfois l’association inclut des bactéries fixatrices d’azote qui procurent les composés azotés.
Les orchidées ont besoin de champignons pour faire germer leurs graines. Ce sont les champignons qui fournissent aux graines d’orchidées l’eau et les sucres nécessaires à la germination. Le champignon, ne bénéficiant pas de la photosynthèse, reçoit son énergie de l’orchidée.

### Végétaux-fourmis
Dans ces associations la plante procure aux fourmis un site de nidification protégé, la domatie. Les fourmis apportent à la plante une protection efficace contre les prédateurs qui se nourrissent de végétaux et contre des agents pathogènes. Les fourmis sont des prédatrices efficaces car elles bénéficient de mandibules puissantes, d’aiguillons et de sécrétions chimiques dangereuses. L’établissement de ces symbioses se fait par médiation chimique, les plantes et les fourmis étant particulièrement inventives dans la synthèse de molécules de communication. Ainsi une feuille blessée par un insecte phytophage émet du salicylate de méthyle volatil. Cette molécule attire les fourmis qui viennent manger les phytophages.

### Associations complexes
Les symbioses font appel à des mécanismes souvent très complexes qui mettent en jeu plusieurs partenaires. Pour se défendre d’insectes ravageurs les plantes émettent des signaux chimiques ou olfactifs qui attirent des prédateurs de ces insectes. Ceux-ci pondent leurs œufs dans l’agresseur et le détruisent. Les principaux acteurs de cette lutte biologique sont les coccinelles et les punaises qui se nourrissent de pucerons. En Amérique du Sud ou en Afrique des communautés symbiotiques offrent aux partenaires des conditions de croissance et de reproduction idéales. Certains champignons s’insèrent dans les symbioses plantes-fourmis. Les fourmis apportent aux champignons certains nutriments indispensables puis utilisent les champignons à leur tour comme source de nourriture.

## La mémoire
Les plantes « montrent plusieurs facettes de ce qui est appelé « intelligence plurielle » en éthologie : se situer dans l'espace, avoir la notion du soi et du non-soi, savoir communiquer avec d'autres, percevoir son environnement, avoir une mémoire ».

### Une mémoire spécifique
La mémoire c’est stocker une information puis la rappeler. Lorsque les personnes âgées commencent à ne plus trouver les mots dont elles ont besoin elles se plaignent de perdre la mémoire. En fait ce n’est pas la mémorisation qui est affectée car elle est toujours en place mais l’évocation qui commence à dysfonctionner.
La mémoire est sélective. Les plantes et les animaux ne retiennent pas le même type d’information. Les animaux étant des êtres mobiles ont besoin de se rappeler les lieux pour s’y retrouver dans l’espace. Ils peuvent fuir en cas de danger ou se déplacer en cas de pénurie. En revanche les végétaux enregistrent les réponses qu’ils apportent aux stimulus et non les stimulus. N’ayant aucun moyen de se déplacer ils peuvent ainsi réagir rapidement aux modifications environnementales ou aux agressions.

### Le stockage et le rappel
Des études ont été effectuées sur de jeunes plants de bident. Lorsque l’on soumet ces plantes à un stimulus de piqûres et qu’elles se trouvent sur une solution nutritive classique elles ne réagissent pas. Si par contre elles sont cultivées sur une solution extrêmement diluée leur allongement journalier est diminué de 30 %. Il n’y a donc réaction que lorsqu’elles se trouvent dans un environnement défavorable. Lorsque les plantes sont cultivées d’abord sur une solution normale puis transférées sur une solution diluée, mais sans piqûre, leur allongement journalier n’est pas modifié. Par contre si elles subissent les piqûres alors qu’elles sont en solution normale puis sont transférées sur une solution diluée leur allongement est diminué de 30 %. Ce qui signifie que le stimulus pratiqué lorsqu’elles étaient en solution normale a été enregistré mais n’a pas provoqué de réaction tant qu’elles étaient en solution normale. Ce n’est qu’après avoir été transférées sur une solution diluée qu’a eu lieu la réaction. Il y a donc eu stockage lorsqu’elles étaient en solution normale et rappel plus tard lorsqu’elles étaient en solution diluée. Une information a pu ainsi être enregistrée sans provoquer de réaction et utilisée 2 jours plus tard. En d’autres termes la fonction stockage et la fonction rappel sont dissociées.

### L’incidence des rythmes biologiques
L’aptitude à rappeler une information stockée dépend du moment de la journée où a lieu le stimulus. Un stimulus effectué le matin provoque le rappel de l’information déjà stockée. Mais si le stimulus a lieu à midi l’information n’est pas rappelée. Le processus de mémorisation est associé au rythme de la plante. On a constaté que des plantes cultivées en conditions artificielles conservent très longtemps une mémoire du cycle journalier. Les fleurs de tournesol se tournent vers le soleil, le suivant dans sa ronde journalière. Des chercheurs ont cultivé des tournesols dans une chambre à lumière artificielle. Tant que la lumière se déplaçait dans un cycle proche de 24 heures les plants suivaient ce mouvement. Quand ce cycle atteignait trente heures les plants étaient incapables de se caler sur ce rythme. L’héliotropisme n’est pas le simple effet direct de la lumière sur la plante. Il vient d’un apprentissage lié à l’horloge interne.

### Un rappel sélectif
Les plantes réagissent à des contacts par des fermetures de folioles ou par une pression osmotique de certaines cellules qui se contractent et se relâchent à la façon des cellules musculaires des animaux. Ces mouvements utilisent de grandes quantités d’énergie. De trop nombreux contacts peuvent entraîner la mort de la plante par épuisement. On a montré que des plantes peuvent mémoriser le fait qu’elles ont déjà été touchées une première fois sans danger. Dans ce cas elles ne réagissent plus à ce stimulus et ne mettent en place la réaction explosive de défense que si c’est nécessaire. Elles économisent ainsi leur énergie.

### L’apprentissage
Il y a accommodation sensorielle (parfois assimilée à de l'apprentissage) lorsqu’une plante modifie sa façon de réagir à de nouvelles perceptions du même stimulus. L’équipe de Paul Sabatier (CNRS/Université Toulouse III) a démontré qu’un organisme unicellulaire, le Physarum polycephalum est capable d’accommodation. Après avoir été confronté plusieurs fois à un obstacle imprégné de caféine il a « appris » à ne plus le craindre. Chez de jeunes arabettes un choc de froid induit une augmentation du calcium dans les cellules. Si les chocs de froid sont répétés cette augmentation est atténuée. De même si l’on fait passer les algues bleues d’un milieu nutritif pauvre en phosphate à des milieux où l’on augmente graduellement la concentration les échanges entre la cellule et le milieu extérieur diminuent progressivement d’intensité. Les avantages d’une « mémoire d’apprentissage » sont évidents. La mémoire de type apprentissage conserve la rapidité de la réaction tout en permettant de moduler l’intensité de la réponse selon les stimulus perçus.

## Des organismes vivants sensibles
Les plantes ont des comportements qui témoignent d’une certaine sensibilité. Leurs capteurs perçoivent la gravité terrestre, les contacts, la lumière, la température, les odeurs, les sons (les racines de jeunes plants de maïs poussant dans de l’eau se tournent vers la source sonore, mais elles émettent également des cliquetis dans des gammes de fréquence qui ne recouvrent que très partiellement ce que perçoit l'oreille humaine) et réagissent en conséquence. Les plantes induisent les réponses physiologiques appropriées qui leur permettent de survivre. Elles communiquent entre elles ou avec des insectes. Elles ont des réactions de défense. Elles ont la notion du soi et du non-soi, perçoivent leur environnement, ont une mémoire, ce qui est qualifié pour les animaux, en éthologie, d’ « intelligence plurielle ».
Ne pouvant se déplacer les plantes possèdent une grande richesse et variabilité génétique pour répondre aux variations de l’environnement et aux agressions. Elles disposent d’un grand nombre de gènes. Le riz compte plus de 40 000 gènes alors que l’être humain n’en a environ que 25 000. Cette richesse génétique accouplée à une extraordinaire aptitude à synthétiser des molécules complexes permet aux plantes d’adapter leur métabolisme et leur développement aux conditions locales. Elles génèrent une réponse optimisée à l’ensemble des stimulations, stress et agressions auxquels elles sont soumises,.

## Un système nerveux? une neurobiologie végétale?
Dès 1873, le physiologiste anglais John Scott Burdon-Sanderson détecte des signaux électriques chez la Dionée attrape-mouche.
En 1902, le botaniste indien Jagadish Chandra Bose confirme l’existence de ces signaux en étudiant les feuilles de sensitive. Bose suppose que ces signaux se propagent dans le phloème, où circule la sève, et fait l'analogie avec l'influx nerveux animal. Il va même jusqu'à parler pour le phloème de « nerf de la plante » et de végétaux qui souffrent, qui éprouvent des émotions. Il est l'un des pères de la neurobiologie végétale.
Dans les années 1960, le psychologue américain Cleve Backster s'inspirant des travaux de Bose, installe un polygraphe et des capteurs de micro-courants électriques sur des plantes pour étudier leurs réactions au danger. Backster prétend détecter une « perception primaire » témoignant d'une sensibilité des plantes aux intentions humaines ou à la souffrance. La communauté scientifique a démontré l'imposture de ces travaux qui ne suivent pas la méthode scientifique et manquent de reproductibilité,.
Hors de ces interprétations anthropomorphisantes, depuis les années 1990 des expériences  démontrent un nombre surprenant de manifestations communes aux mémoires animales et végétales, que ce soit pour la mémoire « stockage/rappel » ou pour la mémoire de type « apprentissage ». Pour Michel Thellier il s’agit-là de convergences fonctionnelles plutôt que de véritables similitudes car les mécanismes régissant ces propriétés sont très différents. Chez les plantes la propagation d’ondes électriques se fait au niveau du tissu qui assure la conduction de la sève. Les stimuli se propagent dans la plante sous la forme d'une impulsion électrique, le potentiel d'action analogue à l'influx nerveux des animaux, mais beaucoup plus lente, de l'ordre de 1 cm/s. Les cellules de ce tissu sont en outre bien moins spécialisées que ne le sont les neurones des animaux, et les ions impliqués diffèrent. La plantes consolide une mémoire à long terme dans des cellules apparemment banales, non comparables aux structures cérébrales spécialisées des animaux supérieurs. Les plantes ont une mémoire, mais de nature différente de celle des humains.
Le botaniste italien Stefano Mancuso utilise cependant (pour la première fois en 2005) l’expression neurobiologie, et il fonde avec Frantisek Baluska, de l’université de Bonn, le Laboratoire international de neurobiologie végétale à Sesto Fiorentino, près de Florence. Baluska souligne que la plupart des activités neuronales dans le cerveau humain existent chez les plantes avec des fonctionnements très similaires ; les végétaux auraient une sorte de cerveau diffus, alors que les animaux le concentrent en un seul organe. Directeur de recherche à l’INRA, Bruno Moulia relativise. Chez les végétaux les mêmes tissus assurent de nombreuses fonctions. Mais la question de la jonction électrique et de la transmission du signal n’est pas encore résolue.

### Conférences
- L’intelligence des plantes cycle de conférences à la Bibliothèque publique d'information